# Манакін-вертун жовточеревий
Манакін-вертун жовточеревий (Neopelma sulphureiventer) — вид горобцеподібних птахів родини манакінових (Pipridae).

## Поширення
Вид поширений на сході та південному сході Перу, на півночі Болівії і в прилеглих районах західної Бразилії. Населяє заплавні райони, галерейні ліси та райони з великою кількістю бамбука у вологих лісах західної Амазонії на висоті до 1000 м над рівнем моря.

## Опис
Дрібний птах, завдовжки 13 см. Він має сірчано-жовті корону, райдужну оболонку і черевце. Голова сіра, оперення на спині оливково-зелене, а на крилах і хвості чорнуваті.